# Departamento de Molinos
Molinos es un departamento en la Provincia de Salta, en el extremo noroeste de la Argentina. Este departamento se encuentra en el sudoeste de la provincia, limita con los departamentos de Los Andes, Cachi, San Carlos y con la Provincia de Catamarca. Cubre 3600 km² y su población actual es de unos 6000 hab. 
Cruza el departamento, de norte a sur, el río Calchaquí, que a su paso forma hermosos parajes. Se cultiva vid (los viñedos más importantes son los de Colomé y Tacuil), maíz, hortalizas y ganado caprino. 
Comprende dos municipios: Molinos y Seclantás.

## Localidades y parajes
- Molinos
- Seclantás
- La Puerta
- Colomé
- Luracatao
- Brealito
- Seclantás Adentro
- Tacuil
- El Churcal
- La Aguadita
- Amaicha
- El Refugio

## Demografía
Según el INDEC durante el censo argentino de 2010 la población del departamento fue de 5652 habitantes.
Para el censo 2022 el departamento registró 5820 habitantes. Esto representó un aumento en la cantidad de personas del 3%.

## Sismicidad
La sismicidad del área de Salta es frecuente y de intensidad baja, y un silencio sísmico de terremotos medios a graves cada 40 años